# Panneaux cellulaires

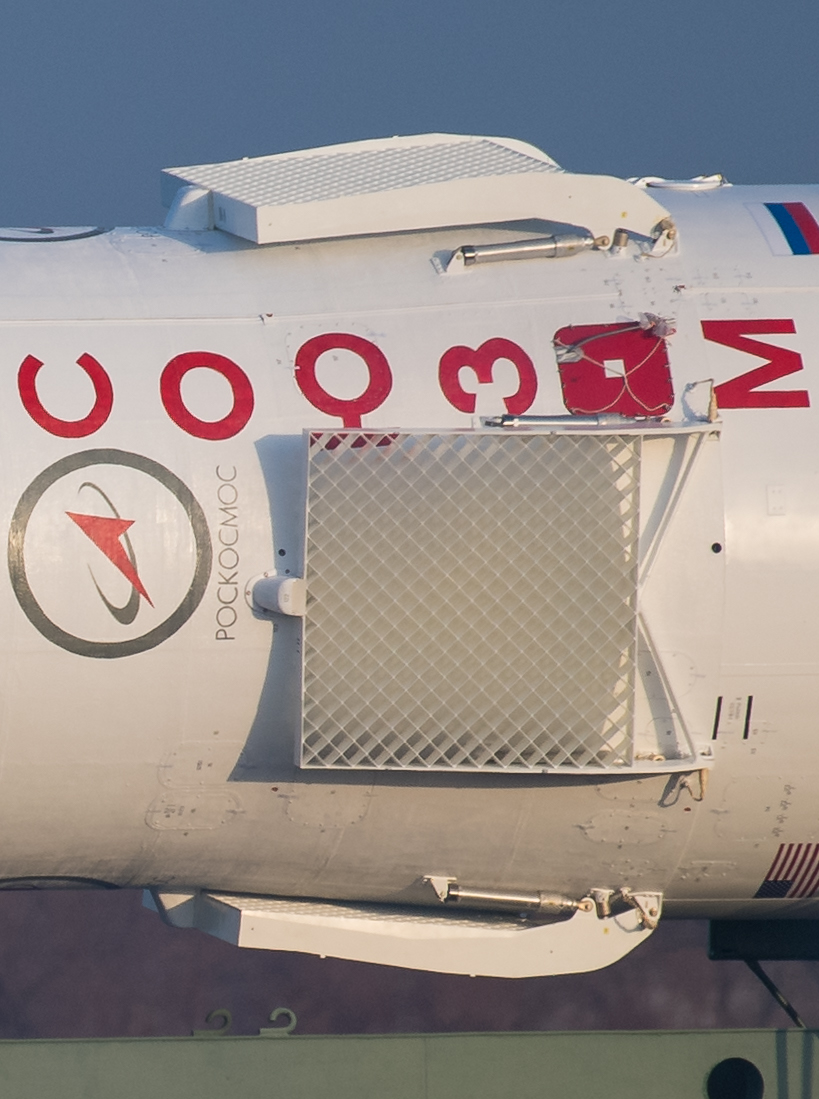
Les panneaux cellulaires du lanceur Soyouz, en version habitée.

Les panneaux cellulaires, également appelés panneaux de stabilisation ou ailettes en grille (en russe : решетчатая крылья, et parfois appelés également ailerons ou panneaux de Belotserkovskiy) sont un type d'empennage ou de gouverne de vol utilisé sur les fusées et les missiles ou bombes à la place des gouvernes ou des empennages plus conventionnels, tels que les ailettes planes, afin d'assurer leur stabilité aérodynamique ou leur manœuvrabilité. Inventés en URSS dans les années 1950, ils sont de nos jours utilisés sur certains lanceurs spatiaux, tels que Soyouz, Falcon 9, START-1 ou la fusée chinoise Longue Marche 2F.

## Historique

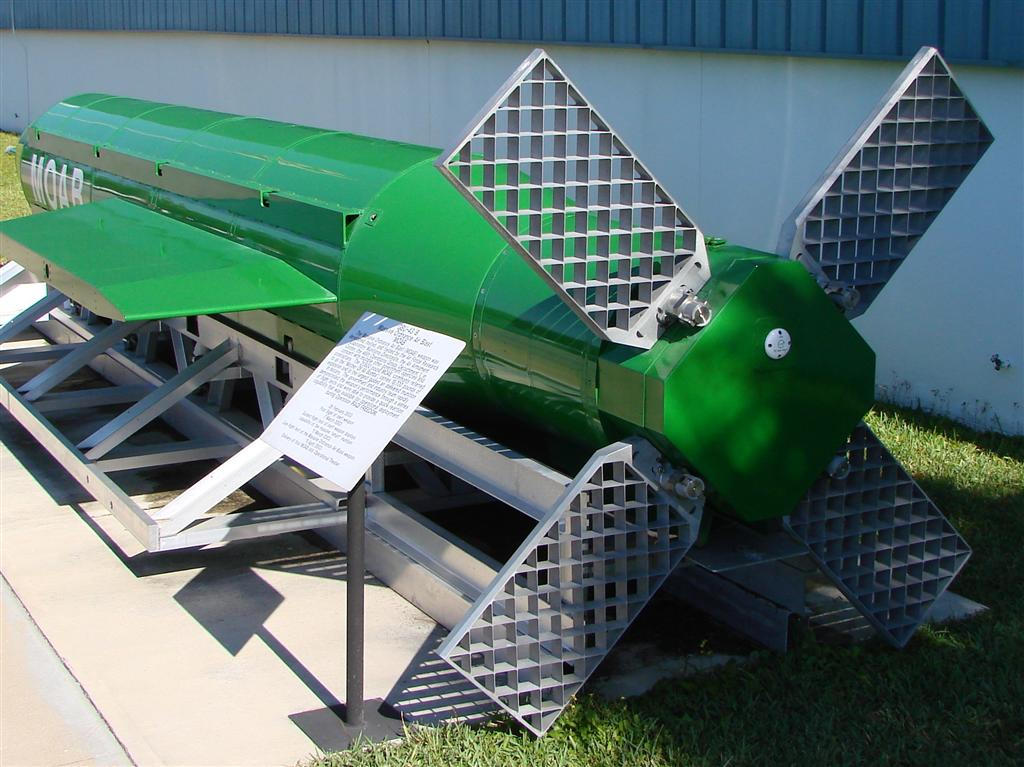
Vue rapproché des panneaux cellulaires d'un MOAB.

Les panneaux cellulaires ont été développées dans les années 1950 par une équipe dirigée par Sergey Belotserkovskiy (ru) ,  et sont utilisées depuis les années 1970 dans divers modèles de missiles balistiques soviétiques tels les Scaleboard SS-12, SS-20 Saber, SS-21 Scarab, SS-23 Spider, et SS-25 Sickle. La fusée lunaire soviétique N-1 en utilisait quatre en partie basse. De nos jours, la tour de sauvetage des vaisseaux habités Soyouz en présente quatre, repliées contre le carénage de la capsule,. En 2011, la NASA envisageait également d'équiper sa capsule Orion de tels panneaux cellulaires,.
Ils ont été utilisés sur des missiles et des bombes classiques telles que le missile air-air Vympel R-77, la famille de missiles de croisière Kalibr 3M-54 (SS-N-27 Sizzler) et la bombe classique de grande capacité Massive Ordnance Air Blast Bomb (MOAB).
En 2014, SpaceX a testé des panneaux cellulaires sur un véhicule de démonstration de première étage de sa fusée réutilisable Falcon 9 et, le 21 décembre 2015, elles ont été utilisées pendant la phase de rentrée atmosphérique à grande vitesse pour stabiliser et aider à guider un premier étage commercial de Falcon 9 lors de l'atterrissage.
Le 1er étage de la fusée Hyperbola-1 de la société privée chinoise iSpace est apparue le 25 juillet 2019 comme étant équipée de panneaux cellulaires pour le contrôle d'attitude. Le 15 octobre 2003, le vaisseau chinois Shenzhou, qui emportait les premiers taïkonautes, en était également équipé (sur le modèle de la capsule Soyouz russe).

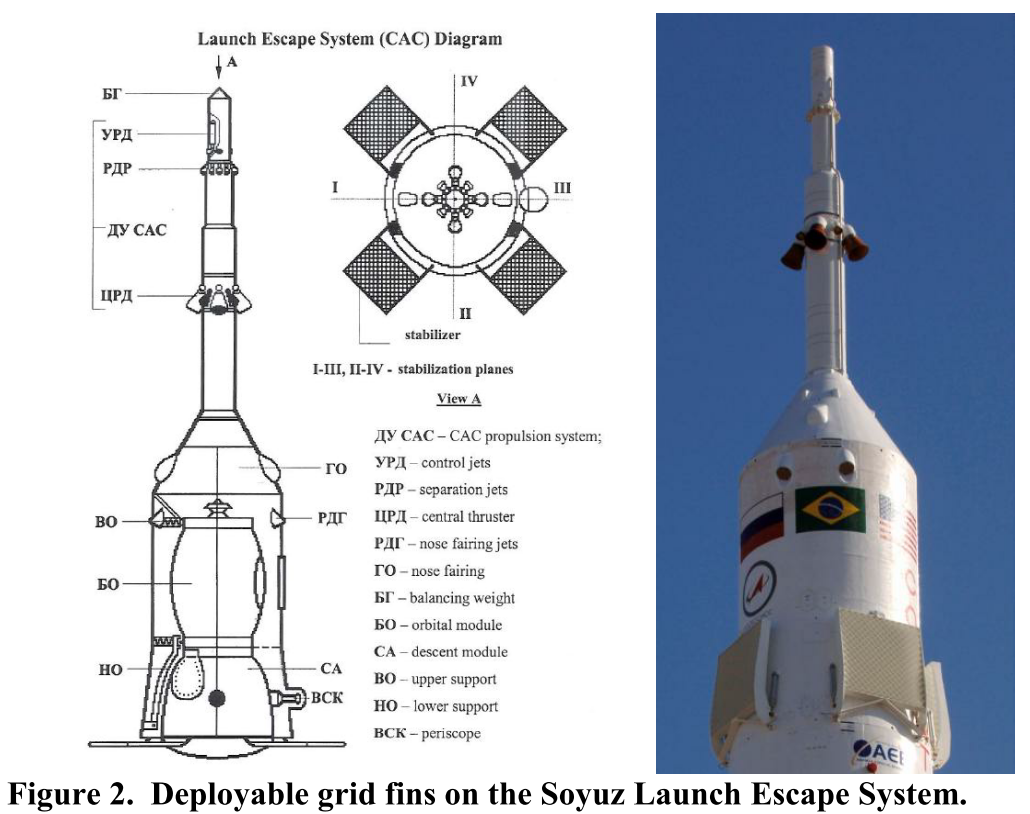
Panneaux cellulaires déployables du vaisseau Soyouz en configuration d'évacuation (source NASA).
Le système d'évacuation d'urgence de l'équipage de Soyouz.
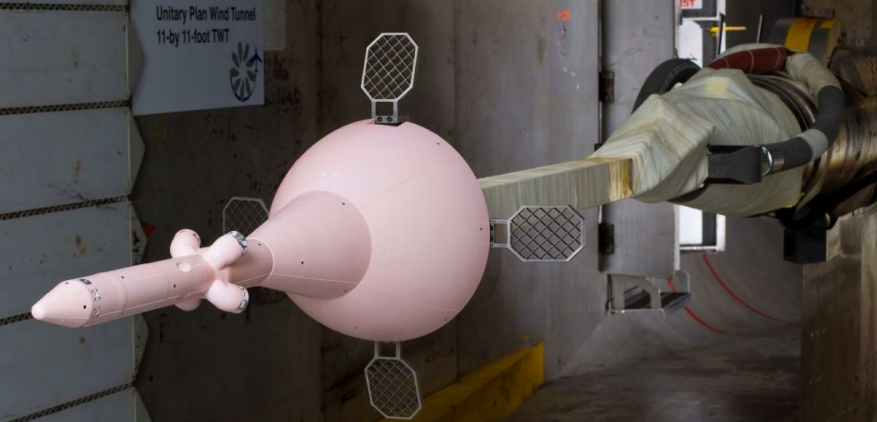
Panneaux cellulaires sur la configuration abortive du vaisseau Orion. Configuration non retenue par la suite.
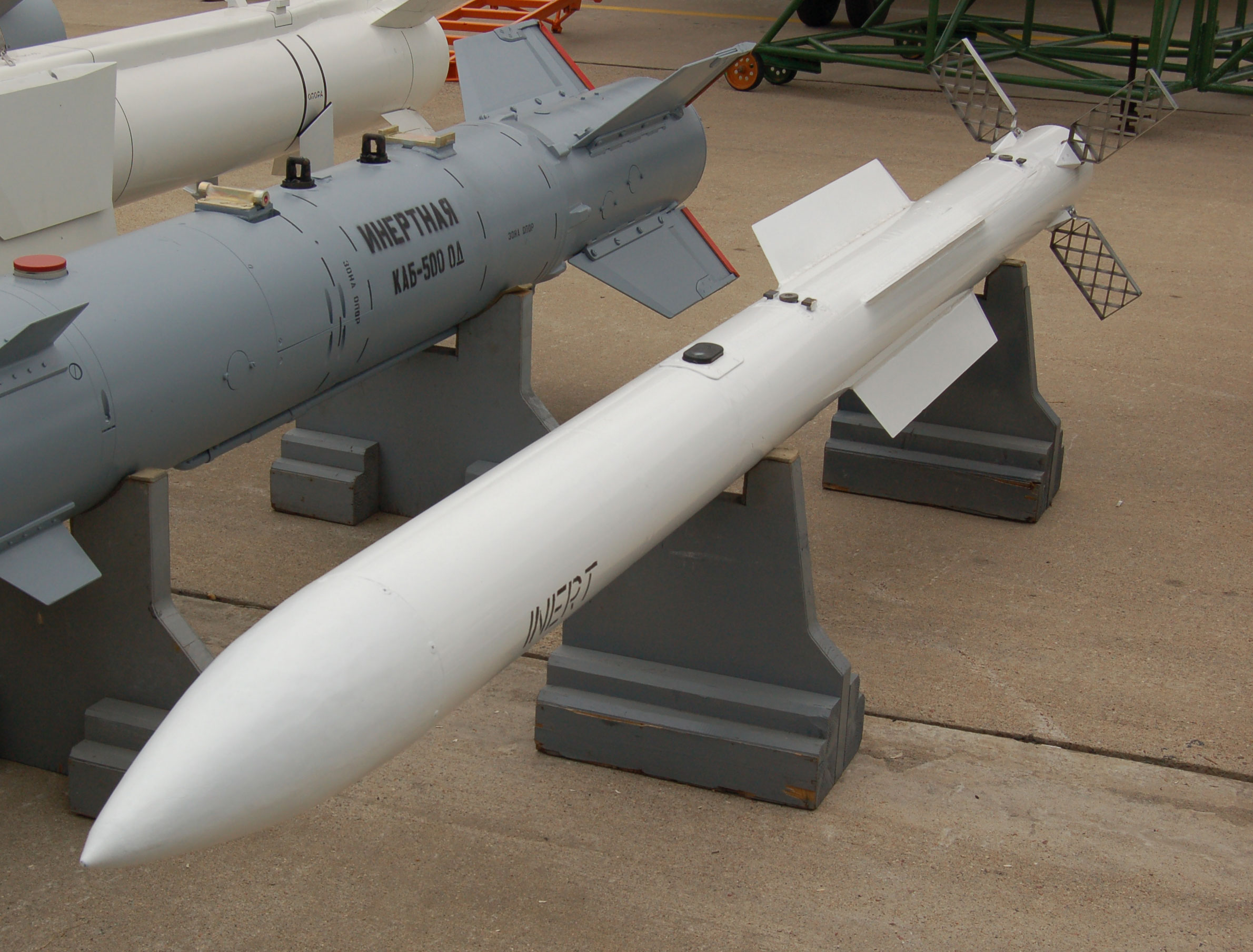
Le Vympel R-77 est un missile BVR qui utilise des panneaux cellulaires.

## Invention
Les ailettes planaires conventionnelles de contrôle d'attitude et d'empennage stabilisateur ont la forme de petites ailes. Par contre, les panneaux cellulaires se présentent comme un empilement de petites cellules disposées à l'intérieur d'un cadre, l'ensemble de ces cellules étant ouvertes au flux d'air. La section de chaque cellule individuelle importe peu (leur section est en général carrée, mais elle peut également être hexagonale ou triangulaire équilatérale. Ce type de cellules produit à peu près la même portance que les cellules de section carrée).

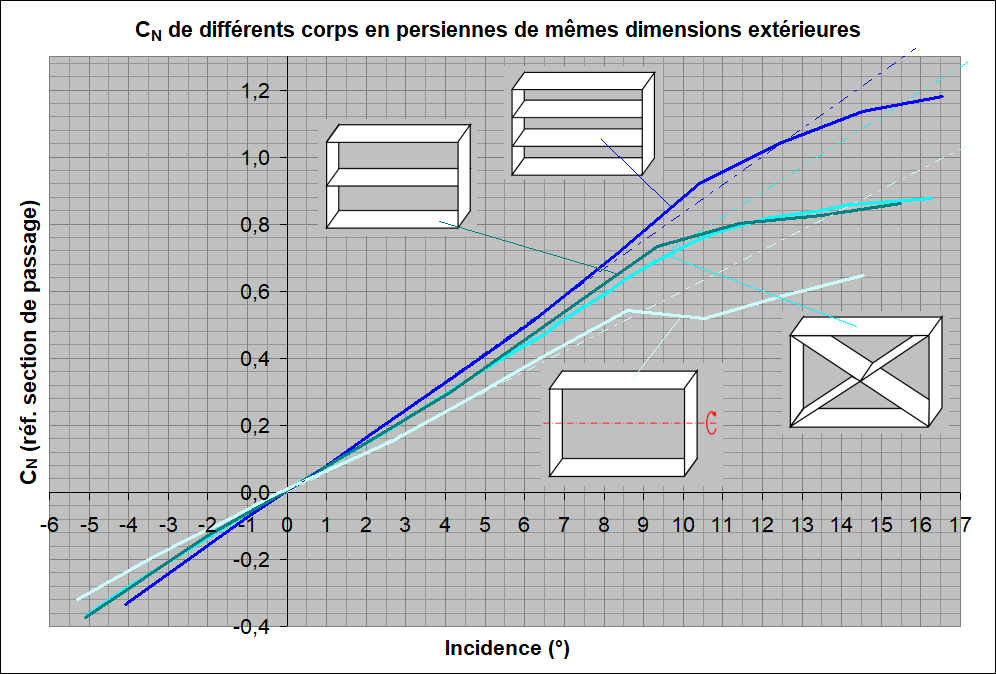
des corps en persiennes de Brooks et Burkhalter, la surface de référence est la section de passage.

Les panneaux cellulaires peuvent être considérés comme issus des biplans, multiplans ou des profils en cascade.
Le graphe ci-contre dessine les valeurs expérimentales du coefficient adimensionnel de force normale {\displaystyle C_{N}} de quatre corps en persienne ayant les mêmes dimensions extérieures (corde et dimensions de leur cadre). Ces quatre corps prennent de l’incidence autour de leur axe de symétrie horizontal (axe rouge du cadre seul, par exemple). On remarque que le cadre seul (courbe bleu clair) produit une portance normale moins forte que le cadre arborant un plan interne ou deux plans en x (ces deux corps produisant la même portance en dessous de 5°). Enfin, le corps comportant deux plans internes parallèles (courbe bleu dense) crée une portance normale un peu supérieure.
L’espacement de tous les plans de ce dernier corps équivaut à leur corde. On peut admettre que l’écoulement autour des deux plans internes est un écoulement 2D, de sorte que si l’on plaçait à l’intérieur du cadre cinq cloisons verticales, cet écoulement 2D ne serait que peu modifié. On obtiendrait alors un panneau cellulaire classique à 18 cellules cubiques dont le {\displaystyle C_{N}} serait peu différent du corps de départ à deux plans internes.
L’enseignement important à tirer de ce graphe de Brooks et Burkhalter est que le {\displaystyle C_{N}} produit par des corps en persiennes dépend peu de son architecture interne, pourvu que celle-ci cloisonne suffisamment le cadre ; à cet égard, le cadre seul apparaît comme ne canalisant pas assez l’écoulement interne (l’écoulement interne n’est pas assez guidé par le cadre seul, spécialement en son milieu où la vitesse de sortie ne doit pas être assez déviée).

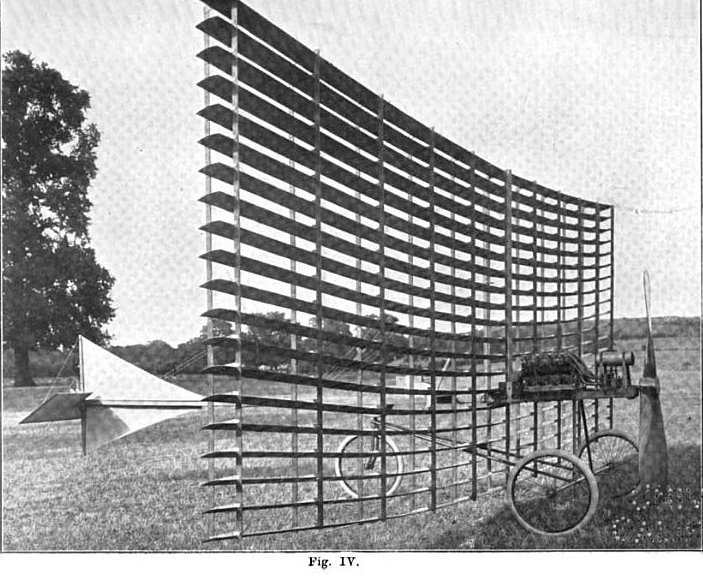
L'aéronef d'Horatio Phillips, avec ses ailes en persiennes, 1904

Un autre dispositif précurseur des panneaux cellulaires fut les ailes en persienne d'Horatio Frederick Phillips (lattice fins, en anglais). Son modèle d'aéronef de 1904, cumulant 20 plans porteurs superposés (image ci-contre) ne fit qu'un bond de 15 mètres (son créateur le jugeant longitudinalement instable). Mais une machine encore plus complexe (cumulant 200 plans persiennes en quatre panneaux successifs) vola sur 150 mètres (ce fut le premier vol d'un plus-lourd-que-l'air en Grande-Bretagne).

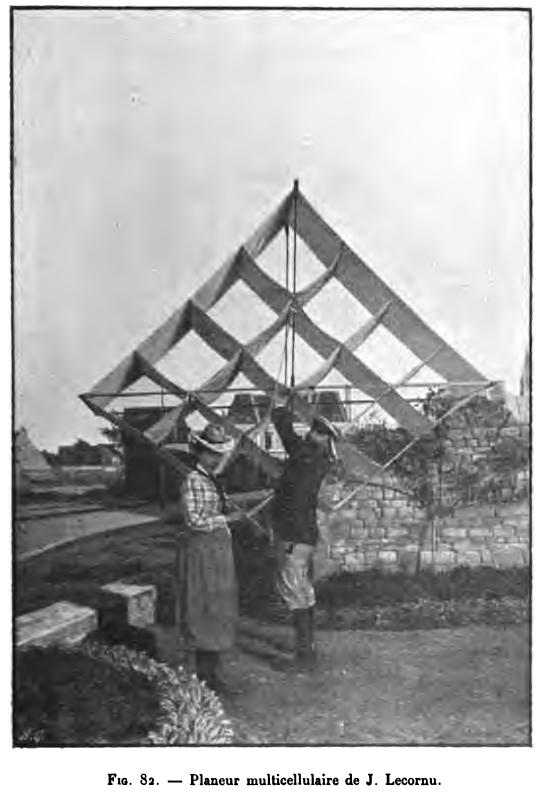
Cerf-volant cellulaire de Joseph Lecornu, dit aussi cerf-volant étagère, 1902

Un autre précurseur des panneaux cellulaires fut Joseph Lecornu qui mit au point ses fameux cerfs-volants cellulaires (image ci-dessous). Ces cerfs-volants furent également appelés cerfs-volants étagères parce qu'ils ressemblaient beaucoup à ces dispositifs de rangement.
Puis vint Sergey Belotserkovskiy (ru) , . Il s'intéressa d'abord à des ensembles d'ailes superposées classiquement en persiennes. Le cosmonaute Youri Gagarine, après son vol triomphal (premier vol dans l'espace d'un humain), fut commis, en janvier-février 1954, auprès de Sergey Belotserkovskiy pour étudier l'application des recherches de celui-ci aux vaisseaux spatiaux et en particulier au vaisseau Soyouz.
Les panneaux cellulaires sont issus de ces recherches soviétiques. Elles combinent deux jeux de persiennes orientées dans deux directions perpendiculaires (si l'on revient au modèle de Phillips, ci-contre, il faut imaginer qu'on ajoute 20 persiennes verticales orientées parallèlement à la route de l'engin). De cette façon, les deux jeux de persiennes peuvent développer deux portances dans deux directions perpendiculaires lorsqu'elles sont mises en incidence (les directions biaises donnant lieu à une portance biaise, composition des deux portances normales).
Les panneaux cellulaires peuvent être repliés, inclinés vers l'avant ou vers l'arrière, contre le corps cylindrique d'un missile ou d'une fusée, ceci plus facilement et de façon plus compacte que les ailettes planes, ce qui permet un stockage moins encombrant du missile ou des panneaux cellulaires eux-mêmes le long des vaisseaux spatiaux (image du Soyouz ci-dessus). Lorsque les missiles sont lancés depuis un tube ou lorsqu'ils sont stockés dans des baies internes aux avions (comme les avions furtifs) ce mode de stockage replié est très utile. En général, les panneaux cellulaires s'inclinent vers l'avant ou l'arrière pour s'éloigner du corps et faire face à la route peu de temps après que le missile a été tiré. Pour les fusées et vaisseaux spatiaux, la position repliée des panneaux cellulaires rend ceux-ci inopérants et moins générateur de traînée aérodynamique.
Au vu des différentes utilisations qui sont faites des panneaux cellulaires, force est de constater que c'est cette propriété d'être facilement escamotées qui a compté dans le choix de cette solution.
Les panneaux cellulaires ont une corde (la distance entre le bord d'attaque et le bord de fuite de chaque cellule) beaucoup plus courte que les ailettes planes ; En conséquence, leur centre de portance, qui se trouve entre leur bord d'attaque et leur bord de fuite, est dans l'épaisseur du panneau cellulaire, ce qui réduit le moment exercé par cette portance sur le mécanisme de direction (s'il en est), ce qui permet l'utilisation d'actionneurs plus petits.
Les panneaux cellulaires fonctionnent très bien à des vitesses subsoniques et supersoniques, mais plus mal à des vitesses transsoniques. Le flux transsonique provoque en effet la formation d'une onde de choc à l'intérieur même de chaque cellule, l'ensemble de ces ondes de choc obligeant une grande partie du flux d'air à passer à l'écart de l'ensemble des cellules au lieu de la traverser et de générer une portance (nous y revenons plus bas). Lorsque le nombre de Mach est plus élevé, le flux passant dans les cellules devient complètement supersonique et les panneaux cellulaires fournissent à nouveau une bonne portance, avec une faible traînée et une plus grande manœuvrabilité que les ailettes planes.

## Fonctionnement et quantification de la portance

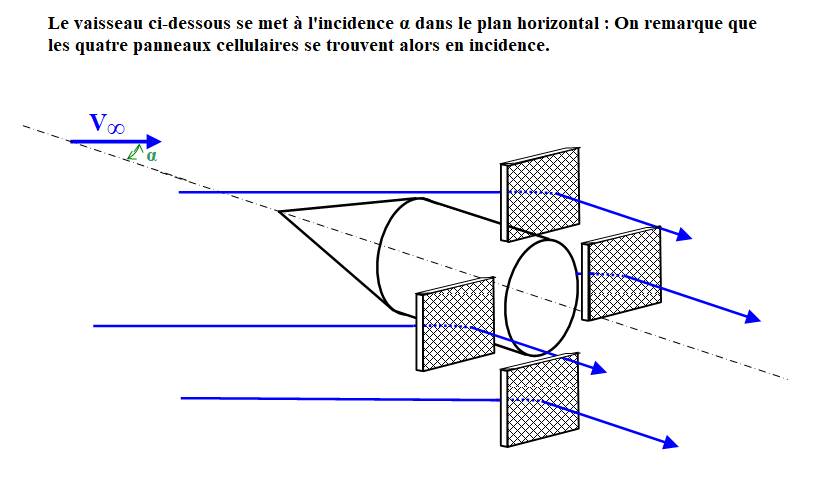
4 panneaux cellulaires en incidence

Contrairement à ce que l'expression Ailette en grille incite à penser, les panneaux cellulaires ne travaillent pas en traînée. Certes, on peut imaginer de stabiliser une fusée par un dispositif travaillant en traînée (en accrochant à sa queue un parachute, par exemple), mais cette stabilisation serait très coûteuse en énergie. Au contraire, les panneaux cellulaires produisent bien de la portance quand ils sont placés en incidence et assez peu de traînée (comme n'importe quelle aile). D'autre part, lorsque le vaisseau lui-même est placé en incidence (schéma ci-contre) , c'est la totalité des panneaux cellulaires qui se trouvent en incidence et donc producteurs de portance (alors que, s'agissant d'ailettes planes classiques, lorsque le vaisseau est placé en incidence dans un plan contenant l'axe du vaisseau et deux ailettes opposées (cas de quatre ailettes), ce sont les deux autres ailettes seules qui vont stabiliser le vaisseau).
L’orientation des cloisons de cellules carrées dans le cadre de chaque panneau peut être indifféremment en x (cloisons à 45° par rapport aux côtés du cadre lorsque celui-ci est rectangulaire)  ou en + (cloisons parallèles aux côtés d’un cadre rectangulaire) ; en effet les deux orientations produisent la même portance. Pour s’en persuader, il faut penser que le flux d’air pénétrant dans une cellule est complètement canalisé par les cloisons de celle-ci et qu’il est donc obligé d’adopter la direction de l’axe de cette cellule. L’orientation à 45° offrant l’avantage de trianguler les cadres, elle est, en conséquence, généralement choisie (comme sur le Soyouz).

### Portance interne

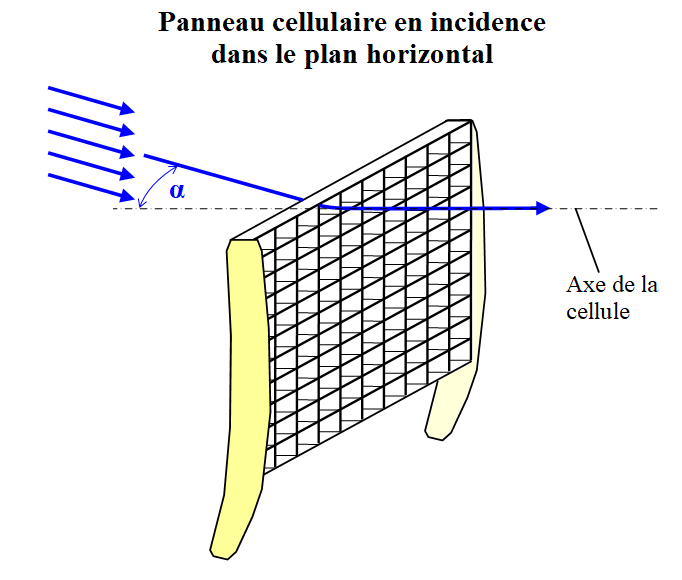
Panneau cellulaire en incidence : le flux d'air passant dans les cellules est contraint d'adopter leur direction.

La partie interne de la portance (la portance qui est créée par la déflexion du flux d'air lorsqu'il passe dans les cellules du panneau) est beaucoup plus facile à calculer que la portance d'une aile. Pour effectuer ce calcul, il suffit de constater le changement de quantité de mouvement du flux d'air entre l'entrée des cellules et leur sortie (à cette sortie, le flux d'air a pris la direction générale de l'axe des cellules).
Hoerner, à la page 19-16 de son ouvrage Fluid Dynamic Lift propose la valeur théorique pour le coefficient de portance interne des ailes annulaires :
«Considérant un cylindre [en incidence] ouvert à un écoulement sans obstacle sur toute sa longueur, la déflexion du volume d’air y produit théoriquement :
{\displaystyle C_{N}=2\alpha _{rad}=2{\frac {\pi }{180}}\alpha _{deg}=0,035\alpha _{deg}}
…où le coefficient {\displaystyle C_{N}} est basé sur l’aire frontale [du cylindre]»
Dans cette équation {\displaystyle \alpha _{rad}} est l'incidence du cylindre en radians et {\displaystyle \alpha _{deg}} la même incidence en degrés. Le coefficient adimensionnel de portance {\displaystyle C_{N}} étant défini classiquement comme suit :
{\displaystyle C_{N}={\frac {P}{qS}}}
{\displaystyle P} étant la composante de la résultante aérodynamique normale à l'axe de l'aile annulaire, {\displaystyle q} étant la pression dynamique de l'écoulement {\displaystyle {\frac {1}{2}}\,\rho \,V^{2}} et {\displaystyle S} la section interne de l'aile annulaire (la section où passe le flux interne).
Dans l'exemple donné par Hoerner, la section du cylindre déviateur {\displaystyle S} est circulaire, mais le même calcul (basé sur les Quantités de Mouvement) donne le même résultat si la section {\displaystyle S} du cylindre (ou prisme) déviateur est carrée ou d'une autre forme.
Le coefficient adimensionnel de portance interne {\displaystyle C_{N}} (tel que défini plus haut) vaut donc {\displaystyle C_{N}=2\alpha _{rad}}, ceci quelle que soit la forme de la cellule ou de l'ensemble des cellules qui composent le panneaux cellulaire.

Hoerner ajoute même, à propos de la localisation de cette Portance Interne :
«[on peut admettre] que la déflexion de l’air se produit dès l’entrée ou près de l’entrée du conduit axial [le cylindre] […] »
De fait, le flux d'air entrant dans une cellule est contraint d'adopter très vite la direction générale de cette cellule, ceci parce qu'il est contingenté fortement par la présence, dans toutes les directions, des parois de la cellule. Ce qui fait que la portance interne d'une aile annulaire ayant une longueur de cinq fois son diamètre, par exemple, ne s'applique pas à 2,5 diamètres de l'entrée de l'aile annulaire, mais très près de cette entrée. Pour obtenir cette portance interne, donc, point n'est besoin de présenter de longues cellules déviatrices au flux : Ceci explique que les panneaux cellulaires ont toujours des cellules dont la longueur (mesurée dans le sens du flux) est à peu près leur largeur ou leur hauteur. En d'autres termes, lorsqu'un panneau cellulaire a des cellules de section carrée, chacune de ses cellules présente une forme à peu près cubique.
Le même calcul de la portance interne par les quantités de mouvement peut être effectué à propos de profils en cascade : il conduit au même résultat.

### Portance externe
Si le {\displaystyle C_{N\alpha }} interne des panneaux cellulaires peut être calculé facilement, il n’en est pas de même du {\displaystyle C_{N\alpha }} externe. Les valeurs de ce coefficient adimensionnel citées dans la littérature montre que le {\displaystyle C_{N\alpha }} total (interne + externe) des panneaux cellulaires isolés atteignent fréquemment, en ordre de grandeur, {\displaystyle 4}, ce {\displaystyle C_{N\alpha }} (par radians et en référence à la surface de passage des panneaux) dépendant fortement des caractéristiques géométriques des panneaux (densité des cellules, corde des cellules et allongement frontal des cadres)
Kretzschmar et Burkhalter notent que les caractéristiques aérodynamiques de la plupart des panneaux testés restent linéaires jusqu’à un angle d’incidence d’approximativement 7 degrés,.

### Portance des panneaux selon leur orientation et leur emplacement

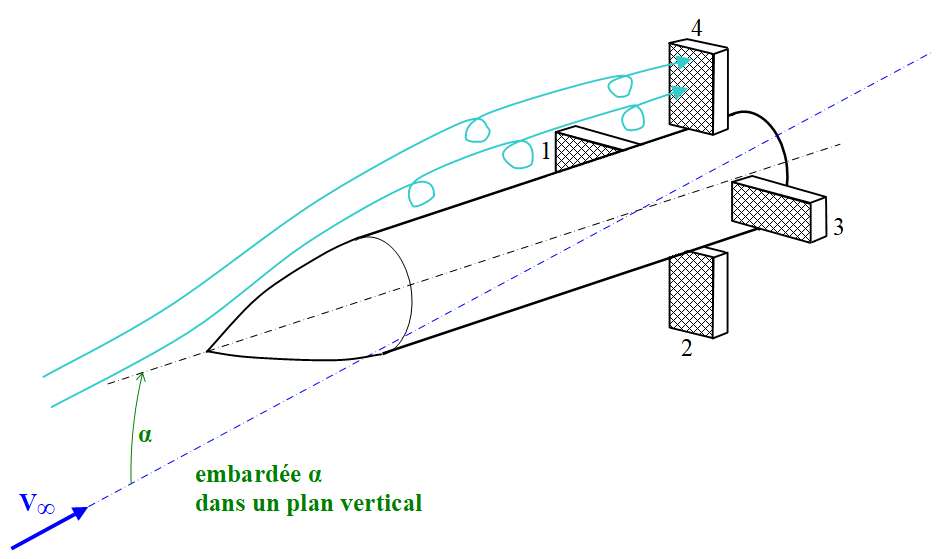
Fusée en incidence marquée avec 4 panneaux cellulaires. On a masquage du panneau "sous le vent".

Simpson et Sadler  écrivent, sur la base d’un vaisseau prenant une incidence en tangage (image ci-contre)):
« Le panneau sous le vent [panneau no 4] est le moins efficace aux grandes incidences mais à petites incidences il génère autant de force que le panneau au vent [panneau no 2] ».
En moyenne, aux petites incidence (< 4°) les panneaux situés dans le plan de l’incidence procurent 30 % de la stabilité en tangage et les deux autres panneaux (les panneaux horizontaux no 1 et 3 sur notre schéma) 70 %, soit plus de deux fois plus (et ceci de M. 0,7 à M. 4,5). Cette différence d’efficacité doit être imputée à la présentation desdits panneaux et à leur place dans l’écoulement autour du fuselage.
Pour les incidences plus fortes, lorsque l’on observe le schéma ci-contre (où la fusée a pris une incidence dans le plan vertical), on constate que le panneau 4 se trouve sous le vent du fuselage, c.-à-d. dans la zone perturbée par le fuselage. Sa portance en est fortement réduite.
D'une façon générale, en incidence, les panneaux 1 et 3 sont soumis au surflux créé par la présence du fuselage (qui dévie vers ces panneaux le flux qui le contourne), ils génèrent donc plus de portance. Quant aux panneaux 2 et 4 (les panneaux au vent et sous le vent), ils ne bénéficient pas de ce surflux ; au contraire ils se trouvent dans des parties de l'écoulement qui ont tendance à adopter la direction générale du fuselage : l'incidence du flux qui les traverse en est réduite d'autant, donc leur portance. L'analyse des relevés expérimentaux incite en effet à considérer que l'angle d'incidence moyen des panneaux cellulaires situés dans le plan de l'incidence vaut la moitié de l'incidence de l'engin

#### Portance des panneaux selon leur présentation en roulis

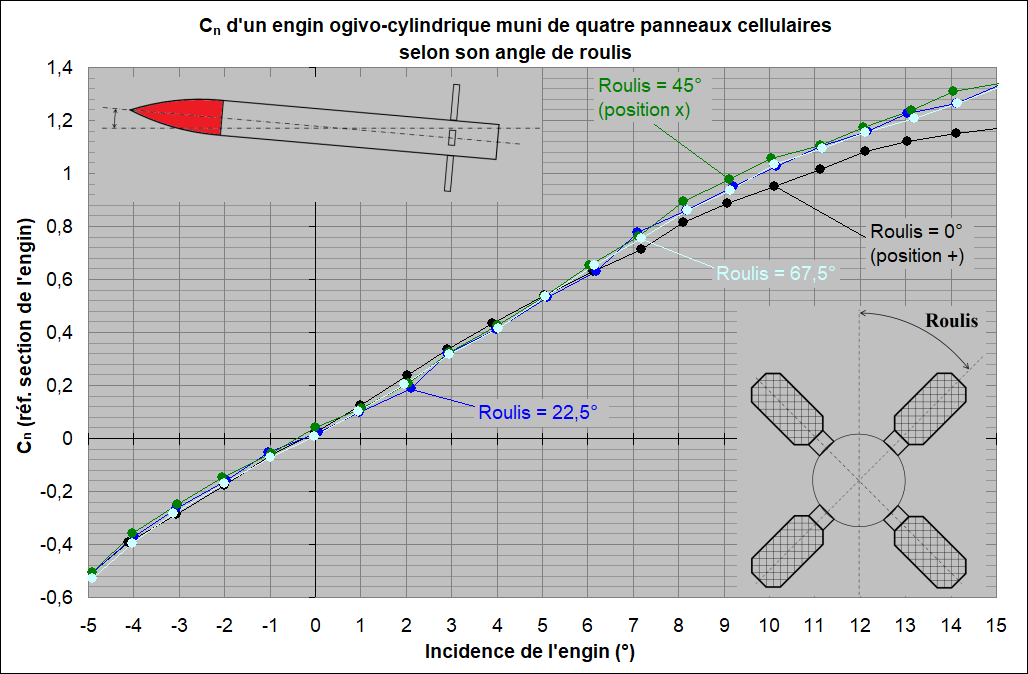
d'un missile à panneaux cellulaires selon roulis, d'après Timothy Wayne Ledlow II dans sa thèse.

De même qu’avec les ailettes d’empennage planes, une fusée à panneaux cellulaires peut être sujette à des embardées faisant travailler l’empennage en + ou en x (et, en général, à tous les angles de roulis intermédiaires). Les empennages constitués d'ailettes planes s’avèrent susciter à peu près la même portance dans la présentation en x ou en + (et donc à tous les angles de roulis). Il en est de même pour les panneaux cellulaires. La figure ci-contre montre l’évolution du {\displaystyle C_{N}} total d’un engin pour 4 angles de roulis (0°, c.-à-d. en +, 22,5°, 45°, c.-à-d. en x, et 67,5°). On note que ces quatre courbes sont peu différentes , 

### Les panneaux cellulaires et le décrochage
Les panneaux cellulaires ne décrochent pas au sens traditionnel de ce mot en Mécanique des Fluides, mais continuent, aux très grands angles d’incidence, à produire de la portance.

### Surcroît de maniabilité dû aux panneaux cellulaires

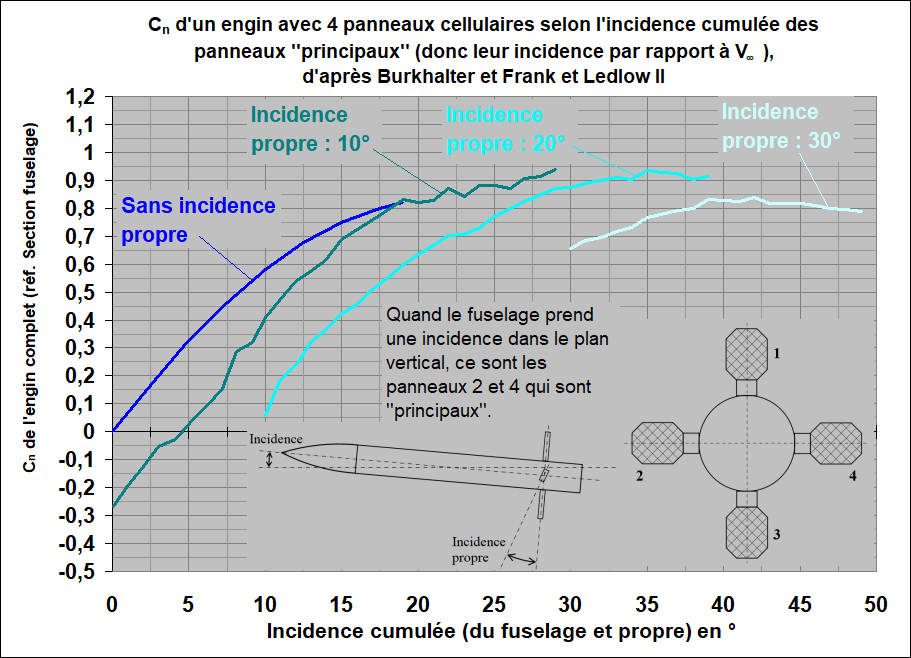
Cn d'un engin ogivo-cylindrique à panneaux cellulaires selon l'incidence cumulée des panneaux principaux, d'après Burkhalter & Frank, ainsi que Ledlow II

La manœuvrabilité ou le retour au neutre des fusées ou missiles peuvent être notablement augmentés en mettant en incidence propre (par rapport au fuselage) les panneaux cellulaires. Comme on le voit sur le graphe ci-contre, l’incidence cumulée des panneaux cellulaires (l’incidence par rapport à {\displaystyle V_{\infty }}) produit en effet un {\displaystyle C_{N}} de même ordre de grandeur que celui produit (passivement) par la simple mise en incidence du fuselage (courbe de gauche, où les panneaux cellulaires ne sont pas mis en incidence propre).
On note également sur le graphe ci-contre la forte portance produite par les incidences cumulées allant de 40 à 50° : les panneaux cellulaires ne décrochent donc pas au sens aéronautique du terme.

## Traînée comparée des panneaux cellulaires et des ailettes planes
Si des panneaux cellulaires mal conçus peuvent générer une force axiale 3 ou 4 fois plus forte que celle d’ailettes planes, des panneaux cellulaires bien dessinés peuvent produire une traînée ‘‘‘subsonique’’’ comparable à celle d’ailettes planes pourvu que l’épaisseur des cadres et des cloisons de cellules soient calculées au plus juste : La structure croisillonnée des panneaux est en effet intrinsèquement résistante, ce qui autorise à opter pour des parois de cellules très fines, avec pour résultat de réduire la masse et le coût.
L'observation des données expérimentales indique que le coefficient de force axiale des panneaux cellulaires change très peu avec l'incidence.

## Portance comparée des panneaux cellulaires et des ailettes planes
Les panneaux cellulaires s’avèrent présenter des caractéristiques de portances supérieures à celles des ailettes planes en supersonique (50 % de portance de plus que les ailettes planes à Mach 2,5) .

### Le problème de l’engorgement transsonique des panneaux cellulaires

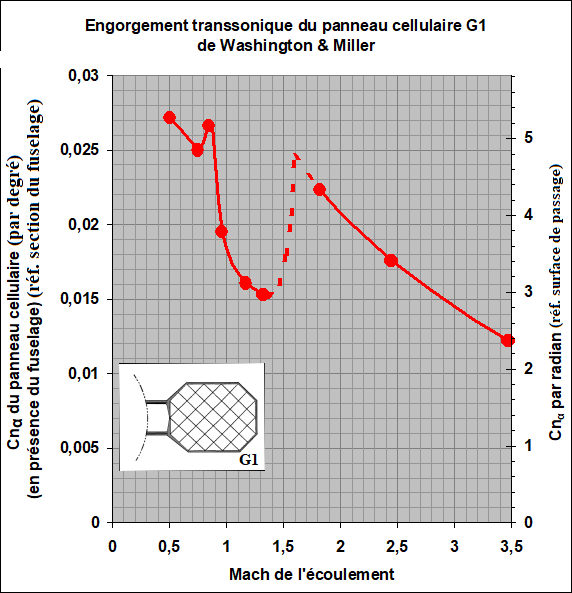
Engorgement transsonique du panneau cellulaire G1, par Washington & Miller

De nombreux auteurs ont relevé une brusque augmentation de la traînée axiale, accompagnée d’une brusque diminution de la portance, un peu au-dessus de Mach 0,7 (plus précisément aux alentours de Mach 0,77).
À cette vitesse, la réduction de la section de passage due à l’épaisseur des cloisons des cellules, ainsi qu’à l’épaisseur de la couche limite qui s’est développée sur ces cloisons oblige le flux à une accélération (par effet Venturi), cette accélération élevant localement la vitesse jusqu’à celle du son. Il en résulte la création d’une onde de choc normale détachée à l’avant des panneaux qui détourne l’écoulement vers la périphérie de ce panneaux (ce qui augmente la traînée).
Au-dessus de Mach 1, les bords d’attaque des cloisons de cellules forment chacun une onde de choc interne orientée vers l’arrière, ces ondes internes se réfléchissant sur les parois internes des cellules. Cette configuration résulte toujours en une obstruction des cellules. Puis, autour de Mach 1,5, l’angle des ondes de chocs se faisant plus aigu, il n’y a plus de réflexion sur les parois et la traînée reprend une valeur plus faible.
L’engorgement transsonique des cellules produit également une forte baisse de la pente de portance {\displaystyle C_{N\alpha }}, le tracée de cette baisse dessinant une cuvette marquée (image ci-contre).
Certaines mesures en zone de tir aéro-balistique placent cette cuvette transsonique au Mach 0,77 mais relèvent un retour à une portance correcte dès le Mach unitaire franchi (alors que la plupart des relevés en souffleries prolongent la cuvette transsonique jusqu’à M. 1,5).

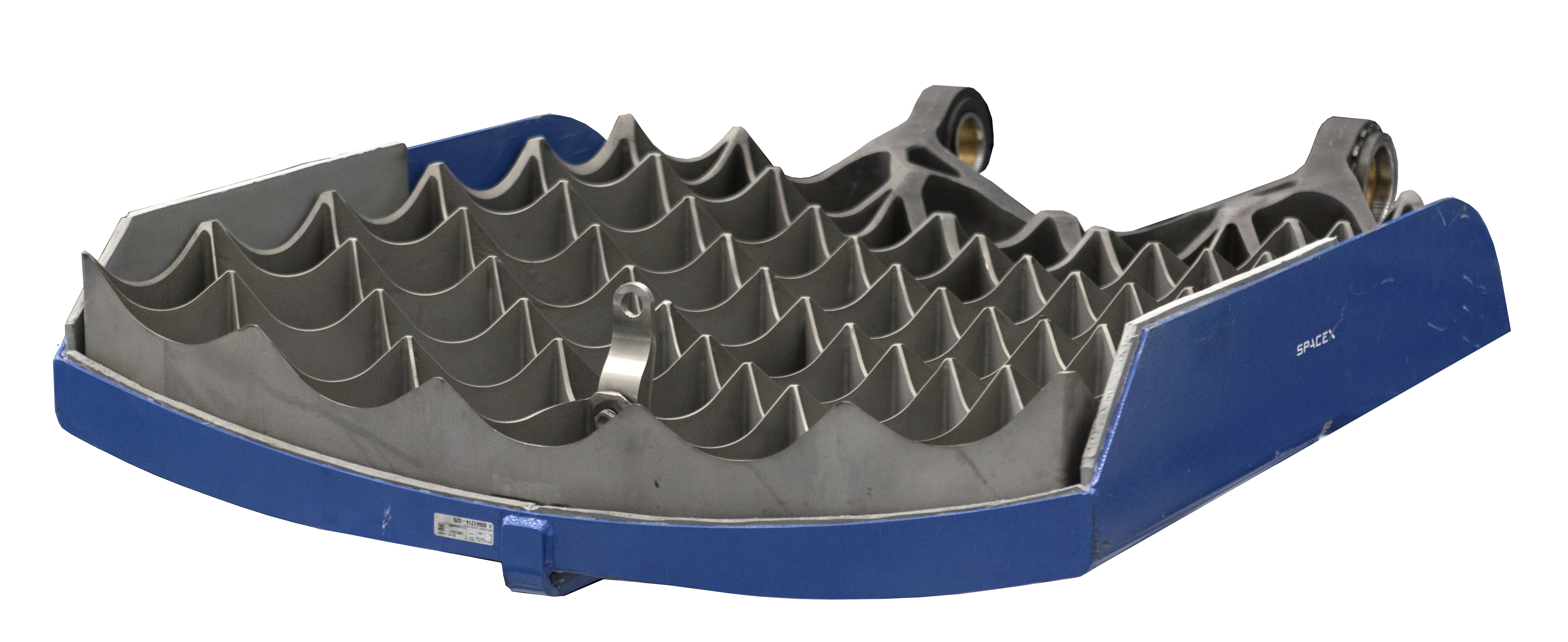
Panneaux cellulaires SpaceX sur leur support, en atelier ; la face d'attaque est en haut

La cuvette transsonique de portance peut être fortement résorbée si l’on donnent aux cloisons des cellules des formes travaillées (cloisons en flèches comme sur l'image ci-contre et profil losangique de ces cloisons).

## Application sur des lanceurs réutilisables
Sur le Falcon 9 de SpaceX, les panneaux cellulaires sont utilisés pour stabiliser les lanceurs et faciliter le contrôle aérodynamique de leur atterrissage. L'effort de développement de ces panneaux cellulaires fait partie du Programme de développement de lanceurs réutilisables de SpaceX démarré en 2012. Le premier essai en vol hypersonique avec des panneaux cellulaires a eu lieu en février 2015, panneaux cellulaires qui ont ensuite été utilisées pour tous les atterrissages expérimentaux des Falcon 9. Finalement, après décembre 2015, un nombre croissant d'atterrissages de premiers étages a été obtenu grâce à ces surfaces portantes.
La conception des panneaux cellulaires sur les Falcon 9 s'est poursuivie en 2017. Elon Musk, PDG de SpaceX, a annoncé début 2017 qu'une nouvelle version de ces panneaux cellulaires améliorerait la ré-utilisabilité des premiers étages. La Falcon 9 Block 5 / Version 2.5 introduira de nouveaux panneaux cellulaires en titane taillés dans la masse. M. Musk a fait remarquer que les premières versions étaient en aluminium. Les panneaux cellulaires subissent des températures proches des limites du métal qui les constitue lors de la rentrée et de l'atterrissage, au point que certains ont pris feu pendant la séquence d'entrée ou de sortie, aussi ont-ils été recouverts d'un système de protection thermique ablatif. Les nouveaux panneaux en titane devraient permettre une meilleure maîtrise de la fusée et augmenter la capacité de la charge utile en orbite en permettant au Falcon 9 de voler à un angle d'attaque plus élevé. Les panneaux cellulaires en titane, plus grands et plus robustes, n'ont pas été peints et ont été testés pour la première fois en juin 2017. Ils sont utilisés sur tous les premiers étages des Falcon 9 Block 5 depuis fin 2017.

## Galerie

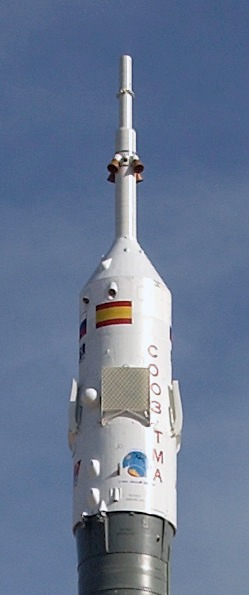
En cas d'interruption de la mission, le vaisseau est découpé juste sous les quatre panneaux.
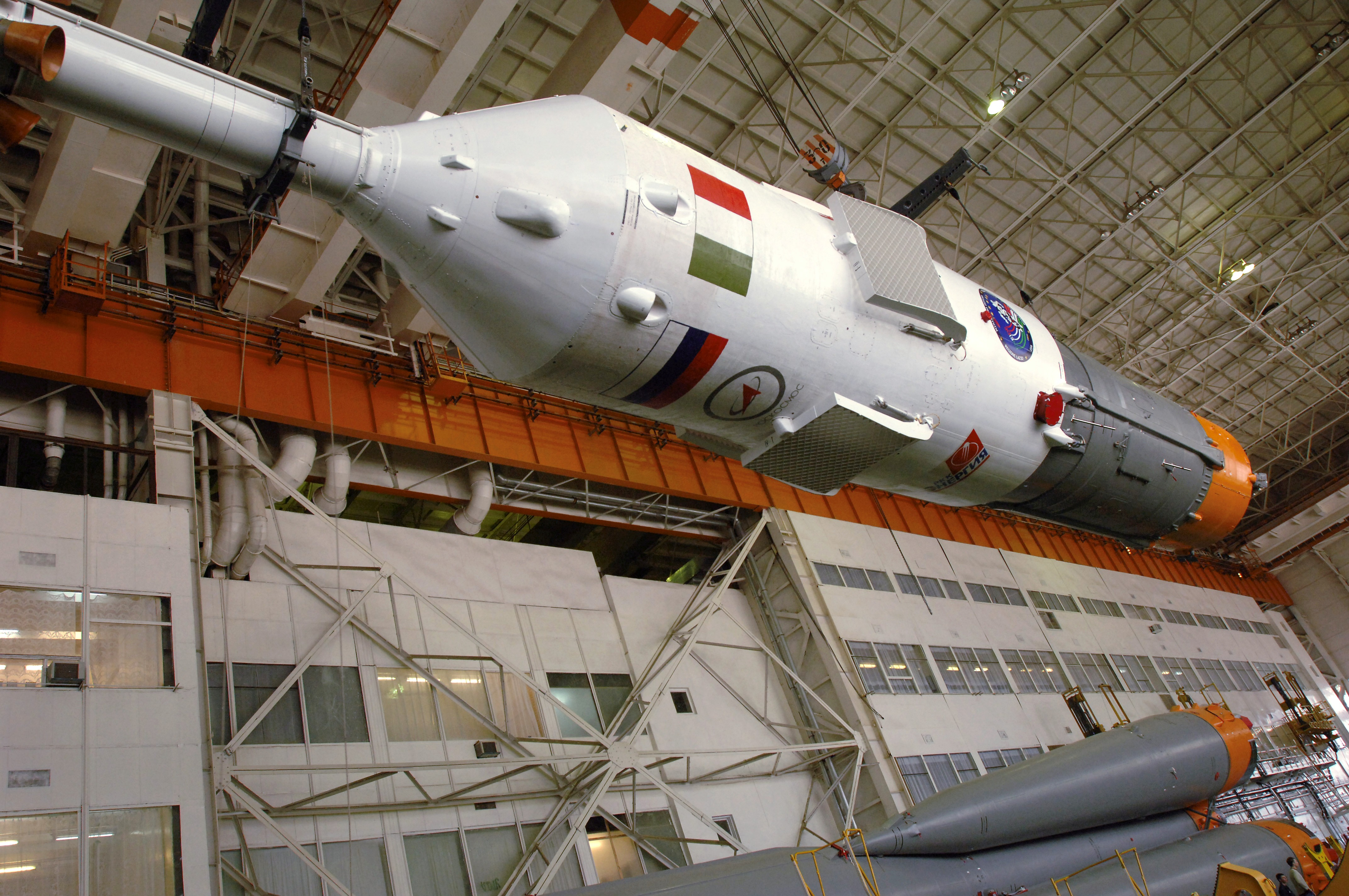
Les quatre panneaux cellulaires du Soyouz habité.
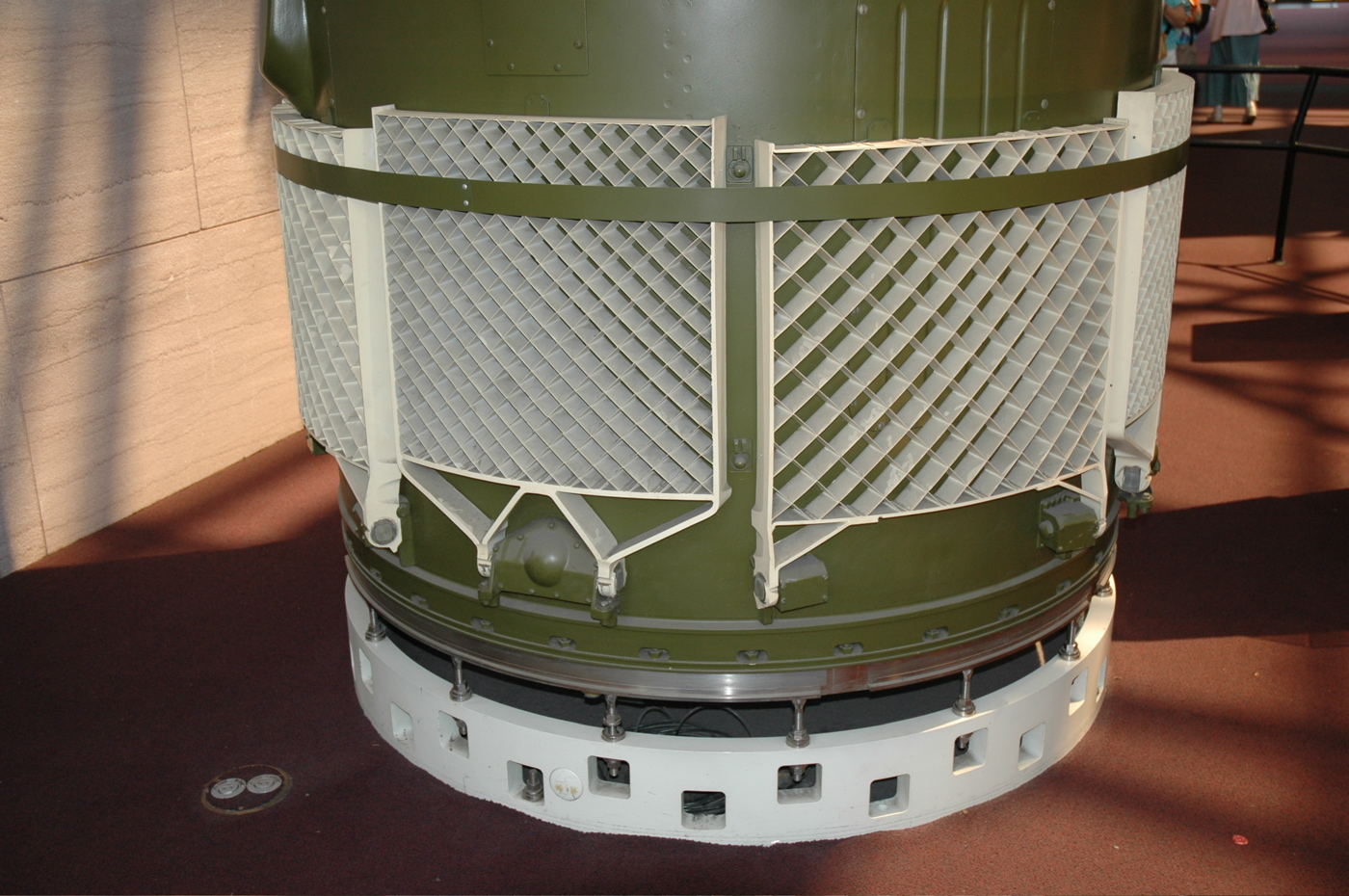
Panneaux cellulaires sur un missile balistique SS-20.
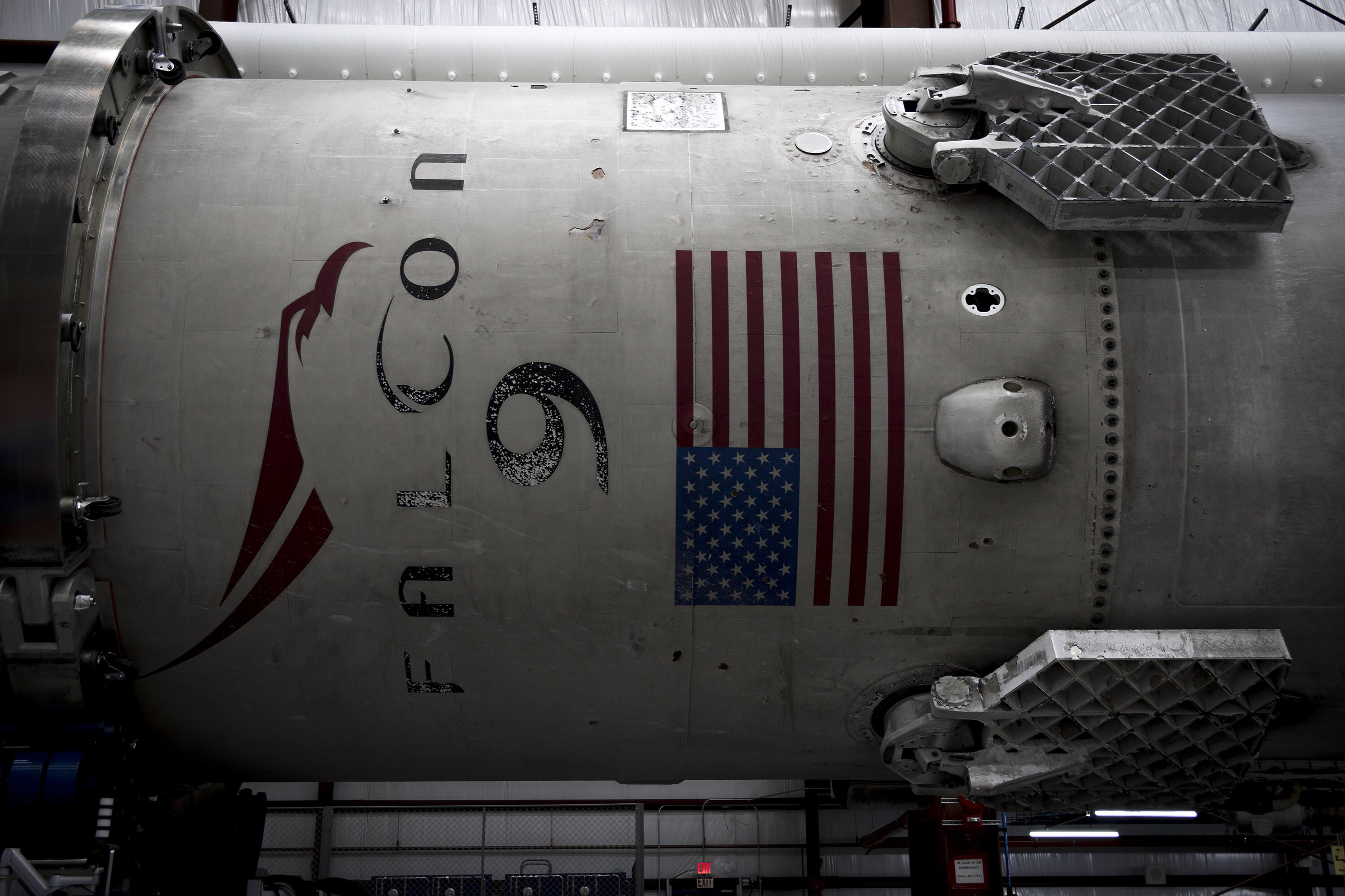
Panneaux cellulaires sur le premier étage d une Falcon 9.
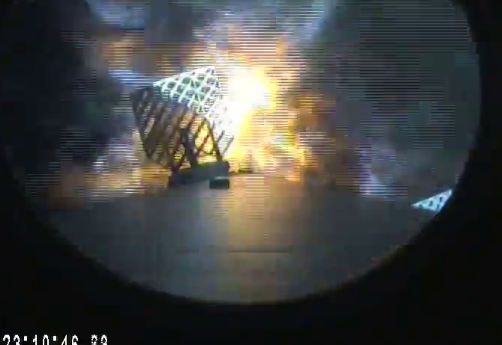
Premier test des panneaux cellulaires Essai de descente contrôlée d'une Falcon 9 (en), le 11 février 2015.
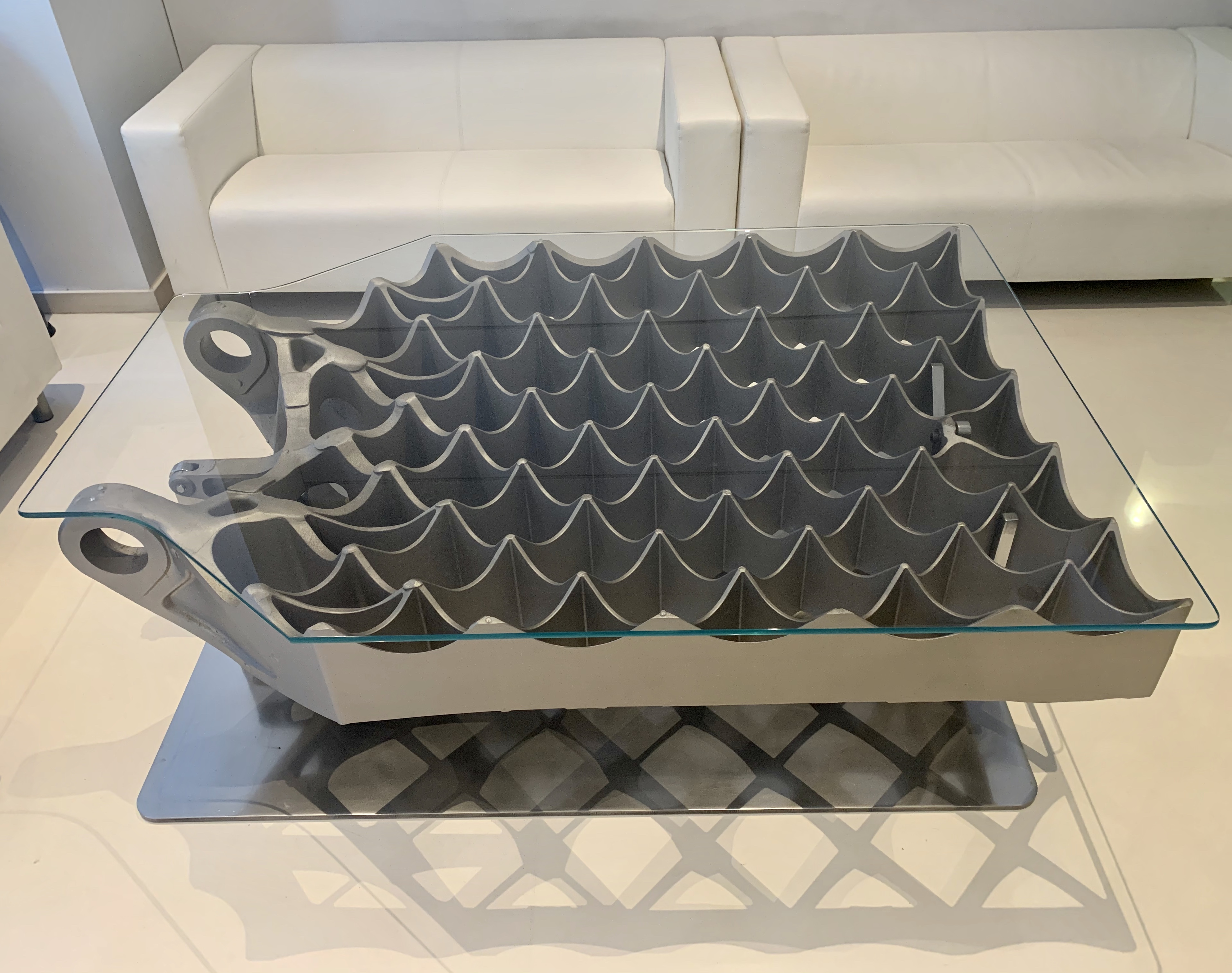
Panneau cellulaire transformé en table
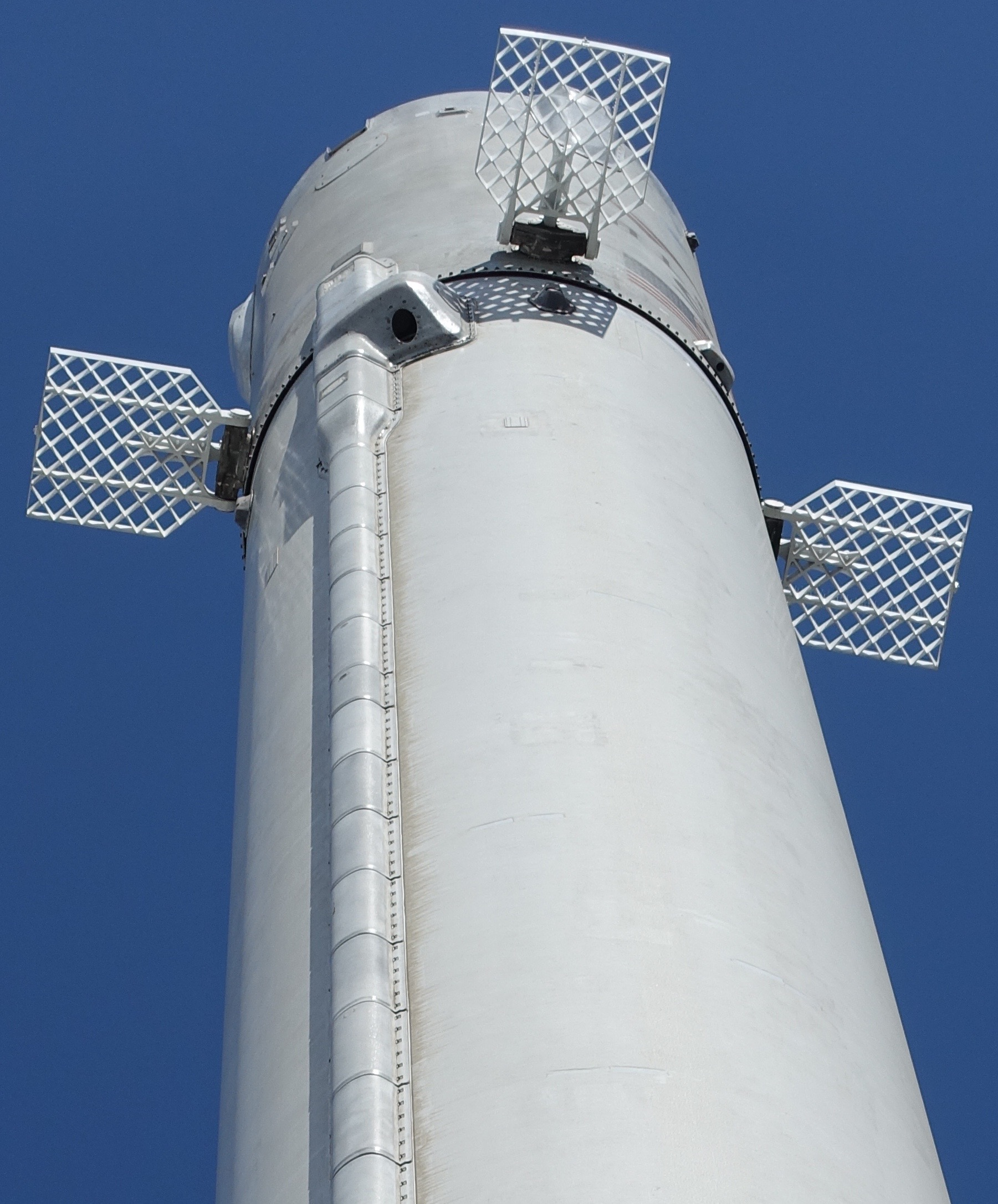
Les panneaux de la Falcon 9 déployés.
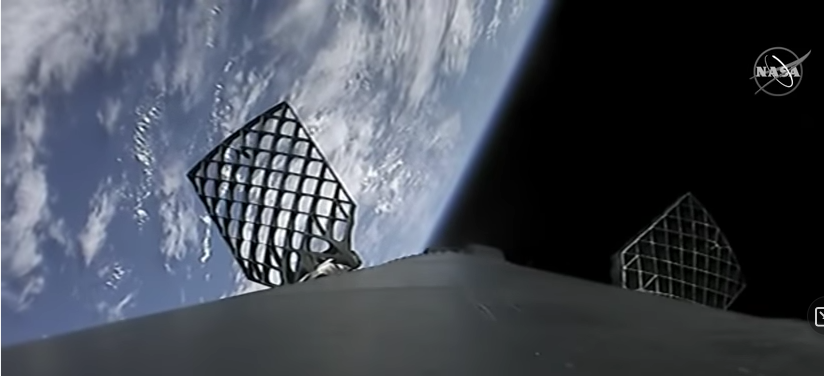
Les panneaux cellulaires du premier étage de Falcon 9 en atmosphère raréfiée.